# The Gaslamp Killer
William Benjamin Bensussen (nascido em 7 de novembro de 1982), mais conhecido por seu nome artístico The Gaslamp Killer, é um produtor e DJ estadunidense de hip hop alternativo de Los Angeles, Califórnia.

## Carreira
Ele cresceu em San Diego, Califórnia, onde se tornou DJ no distrito de Gaslamp. Seus sets muitas vezes acabavam com as vibrações musicais nas baladas, o que lhe valeu o apelido de "The Gaslamp Killer" (O Matador de Gaslamp).
Depois de se mudar para Los Angeles em 2006, ele ajudou a fundar o Low End Theory, "O suplemento semanal de Los Angeles de músicas com batida contínua e não cortadas".
The Gaslamp Killer tocou no Coachella Valley Music and Arts Festival, no Austin Psych Fest, no Decibel Festival, e no Voodoo Fest .
Ele produziu o álbum de estreia de Gonjasufi , A Sufi and a Killer, com Flying Lotus e Mainframe em 2010.
Em agosto de 2012, ele lançou um single, "Flange Face" (com o lado B "Seven Years of Bad Luck for Fun"), que foi listado pela Pitchfork como sua "Melhor Nova Faixa" de julho de 2012. Seu álbum de estreia, Breakthrough, foi lançado em setembro de 2012.
Em 2015, ele lançou um álbum ao vivo, The Gaslamp Killer Experience: Live in Los Angeles . Em 2016, lançou um álbum de estúdio, Instrumentalepathy . Em 2020, ele lançou seu mais recente álbum Heart Math.

## Vida pessoal
William é judeu, e descende de turcos, libaneses, mexicanos e letões.

## Discografia

### Álbuns de estúdio
- Breakthrough (2012)
- Instrumentalepathy (2016)
- Break Stuff (2019)
- Heart Math (2020)

### Álbuns ao vivo
- The Gaslamp Killer Experience: Live in Los Angeles (2015)

### EPs
- The Killer Robots (2008) (com Free the Robots )
- My Troubled Mind (2009)
- Death Gate (2010)

### Singles
- "Impulse" (2010) (com Daedelus )
- "Flange Face" b / w "Seven Years of Bad Luck for Fun" (2012)
- "Brass Sabbath" (2013) (com Jungle by Night)
- "Murder Man" (2015) (com Mophono)
- "Residual Tingles" (2016)

### Mixes
- Gaslamp Killers (2007)
- It's a Rocky Road: Volume 1 (2007)
- It's a Rocky Road: Volume 2 (2007)
- I Spit on Your Grave (2008)
- We Make It Good Mix Series Volume 5 (2008)
- Akuma No Chi Ga Odoru (2009)
- All Killer: Finders Keepers Records 1-20 Mixed by The Gaslamp Killer (2009)
- Hell and the Lake of Fire Are Waiting for You! (2009)
- Vs Finders Keepers (2009)
- A Decade of Flying Lotus (2010)
- Helio x GLK (2013)
- Lavender AM: Meditation Mix (2013)

### Produções
- Flying Lotus - "GNG BNG" de Los Angeles (2008)
- The Beastmaster - Have You Ever Bled from Your Eyes? Do You Want To? (2009)
- Gonjasufi - "Kobwebz" e "Kowboyz & Indians" de A Sufi and a Killer (2010)

### Participações especiais
- Free the Robots - Free the Robots (2008)
- Prefuse 73 - Everything She Touched Turned Ampexian (2009)
- Nocando - "Hurry Up and Wait" de Jimmy the Lock (2010)

### Aparições em coletâneas
- The Change Up EP-V.01 (2006)
- T7L: Audio Promo Disc 707 (2007)
- ArtDontSleep Presents... From L.A. with Love (2007)
- Echo Expansion (2007)
- Secret Hangout (2007)
- Brainfeeder Sampler (2008)
- Warp Records Spring 2008 (2008)
- Stussy x TurntableLab - Beats (2008)
- Dublab Presents: Echo Expansion (2009)
- Choice on 12 (2010)
- Radio Galaxia (2010)
- Low End Theory Podcast (2010)